# 兰弗里德施泰因山
47°27′45″N 13°40′2″E / 47.46250°N 13.66722°E
蘭弗里德施泰因山（德語：Landfriedstein）是奧地利的山峰，位於該國北部，由上奧地利州負責管轄，屬於达赫施泰因山脉的一部分，海拔高度2,181米，每年平均降雨量2,029毫米。